# Anaea pleione
Anaea pleione är en fjärilsart som beskrevs av Jean Baptiste Godart 1819. Anaea pleione ingår i släktet Anaea och familjen praktfjärilar. Inga underarter finns listade i Catalogue of Life.